# Kevin Kopacka

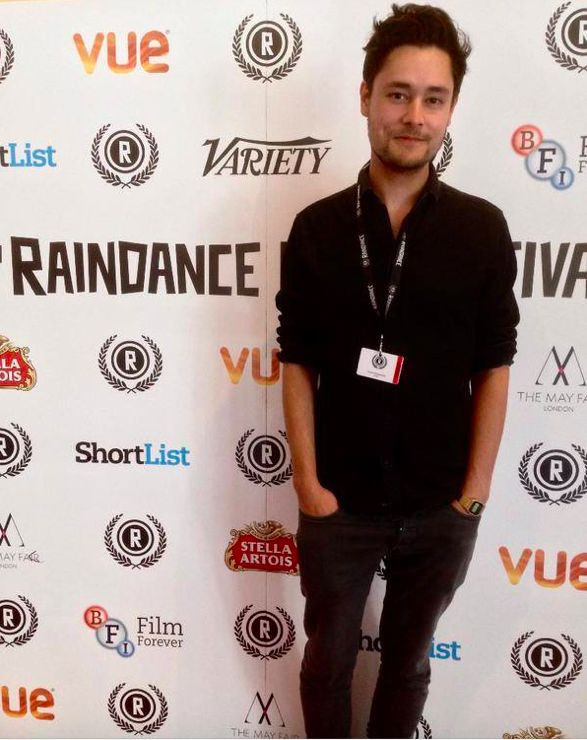
Kevin Kopacka auf dem Raindance Festival in London.

Kevin Kopacka (* 19. November 1987 in Graz, Österreich) ist ein österreichischer Regisseur und freischaffender Künstler.

## Leben
Kopacka wuchs in Graz als Sohn des österreichischen Journalisten und Schriftstellers Werner Kopacka und der aus Sri Lanka stammenden Ramani Kopacka auf.
Seit 2006 lebt Kopacka in Berlin, wo er sein Studium der Freien Kunst an der Universität der Künste Berlin als Meisterschüler in der Klasse von Leiko Ikemura abschloss. 2012 wurde Kopacka vom US Fachmagazin „Art Business News“ als einer der „Top 30 Groundbreaking Artists Under 30“ genannt. Seine Kunst stellte er aus in Deutschland, Österreich, der Schweiz, Nordirland, Frankreich und den USA.
Seit 2014 ist Kopacka als Regisseur, Drehbuchautor, Editor und Komponist tätig. Seine Kurzfilme HADES und TLMEA, die der Regisseur gemeinsam mit Autor H.k DeWitt entwickelte und mit Kameramann Lukas Dolgner inszenierte, liefen auf Festivals weltweit und gewannen einige Auszeichnungen.
Dolgner und Kopacka drehten 2018 den Spielfilm Dawn Breaks Behind the Eyes, u. a. mit Jeff Wilbusch, Anna Platen und Frederik von Lüttichau in den Hauptrollen. Der Film hatte 2021 seine Weltpremiere auf dem FrightFest Festival in London und erschien 2022 in Deutschland.
Aktuell arbeitet Kopacka an seinem neuen Spielfilm All the World Drops Dead, einem Mystery-Road-Trip-Film mit Horror-Elementen. Der Film wurde 2023 im Rahmen des Match Me Programms des Locarno Film Festivals von Variety bekanntgegeben und erhielt im selben Jahr eine Drehbuchförderung vom BKM.
Kopackas Arbeiten handeln oft von metaphysischen Themen wie der Unendlichkeit, Parallele Welten, sowie von der Idee der Hölle und dem Leben nach dem Tod.

## Filmografie (Auswahl)
- 2014: Auf die, die noch existieren (Kurzfilm – Doku)
- 2014: HADES (Kurzfilm)
- 2015: Everyonce (Mini-Serie)
- 2016: TLMEA (Kurzfilm)
- 2017: DYLAN (Serienpilot)
- 2020: Hager (Kurzfilm Assemblage)
- 2021: Dawn Breaks Behind the Eyes (Spielfilm)

## Ausstellungen (Auswahl)
2017
- „Wir Magier“, Galerie Drews, Hamburg, (DE)
- „NOLA“, Redux, New Orleans (US)

2016
- „TEFF“, Howl Gallery, NYC (US)
- „The Artist Forum“, Festival of Moving Images, NYC, (US)

2015
- „Kein Wunder, dass es zittert“ Novilla, Berlin (DE)
- „Chevre Show IV“ Chevre Show, Champigny-Sur-Veude (FR)
- „SKILT Festival“ Stadtgalerie, Bern (CH)
- „Zur Perle“ Mindscape Universe Embassy, Berlin (DE)

2014
- „Action at a Distance: the life and legacy of John Stewart Bell“ Naughton Gallery at Queen’s, Belfast (UK)
- „Leiko Ikemura’s XXVI“ Wiensowski & Harbord, Berlin (DE)
- „Exploring the Multiverse – Fur in the Parallel“ hosted by Lucia Kempkes @ Galerie Vincenz Sala, Paris (FR)
- „Internationales Künstler Symposium“ Schloss Gabelhofen, Fohnsdorf (AT)
- „The Happening II“ Direktorenhaus, Berlin (DE)
- „Es ist nur eine Frage der Zeit“ Galerie Kamm, Berlin (DE)
- „Was Man Nicht Sieht“ – Funkhausgalerie, Graz (AT) (Solo Show)
- „Emergeandsee Media Arts Festival“ Vierte Welt, Berlin (DE)

2013
- „In den Nachmittag geflüstert“ – Raika, Graz (AT) (Solo Show)
- „Oceans – under the skin of the sea“ Kunstfabrik HB55, Berlin (DE)
- „Als die Sonne sich einen Tag frei nahm und der Mond still stand …“- Galerie Aquabit, Berlin (DE) (Dual Show)